# National Health
National Health foi uma banda de rock progressivo associada com a cena Canterbury. Fundada em 1975 pelos tecladistas Dave Stewart e Alan Gowen, a banda ainda incluia os guitarristas Phil Miller e Phil Lee e o baixista Mont Campbell na formação original. Bill Bruford foi o primeiro baterista, sendo logo substituído por Pip Pyle. Campbell foi posteriormente substituído por John Greaves.
A banda passou por diversas mudanças na formação e lançaram os dois primeiros LPs com uma diferença de tempo grande. Acabaram terminando a banda em 1980. Após a morte de Gowen, em maio de 1981, os membros remanescentes reuniram-se para a gravação do álbum D.S. Al Coda, um conjunto de composições de Gowen não gravadas anteriormente. Os álbuns originais e materiais extra foram posteriormente relançados em CD.
O disco de 1978 Of Queues and Cures é considerada como o terceiro melhor álbum de todos os tempo (entre 53 mil candidatos) segundo a página Gnosis.

## Discografia
- National Health (1977)
- Of Queues and Cures (1978)
- D.S. Al Coda (1982)
- Complete (1990, consiste nos três primeiros álbuns adicionado de duas faixas bônus)
- Missing Pieces (1996, material arquivado anterior a National Health)
- Playtime (2001, gravações de apresentação de 1979)